# Poxdorf, Bayern
Poxdorf är en kommun och ort i Landkreis Forchheim i Regierungsbezirk Oberfranken i förbundslandet Bayern i Tyskland.
Kommunen ingår i kommunalförbundet Effeltrich tillsammans med kommunen Effeltrich.